# Předměřice nad Labem

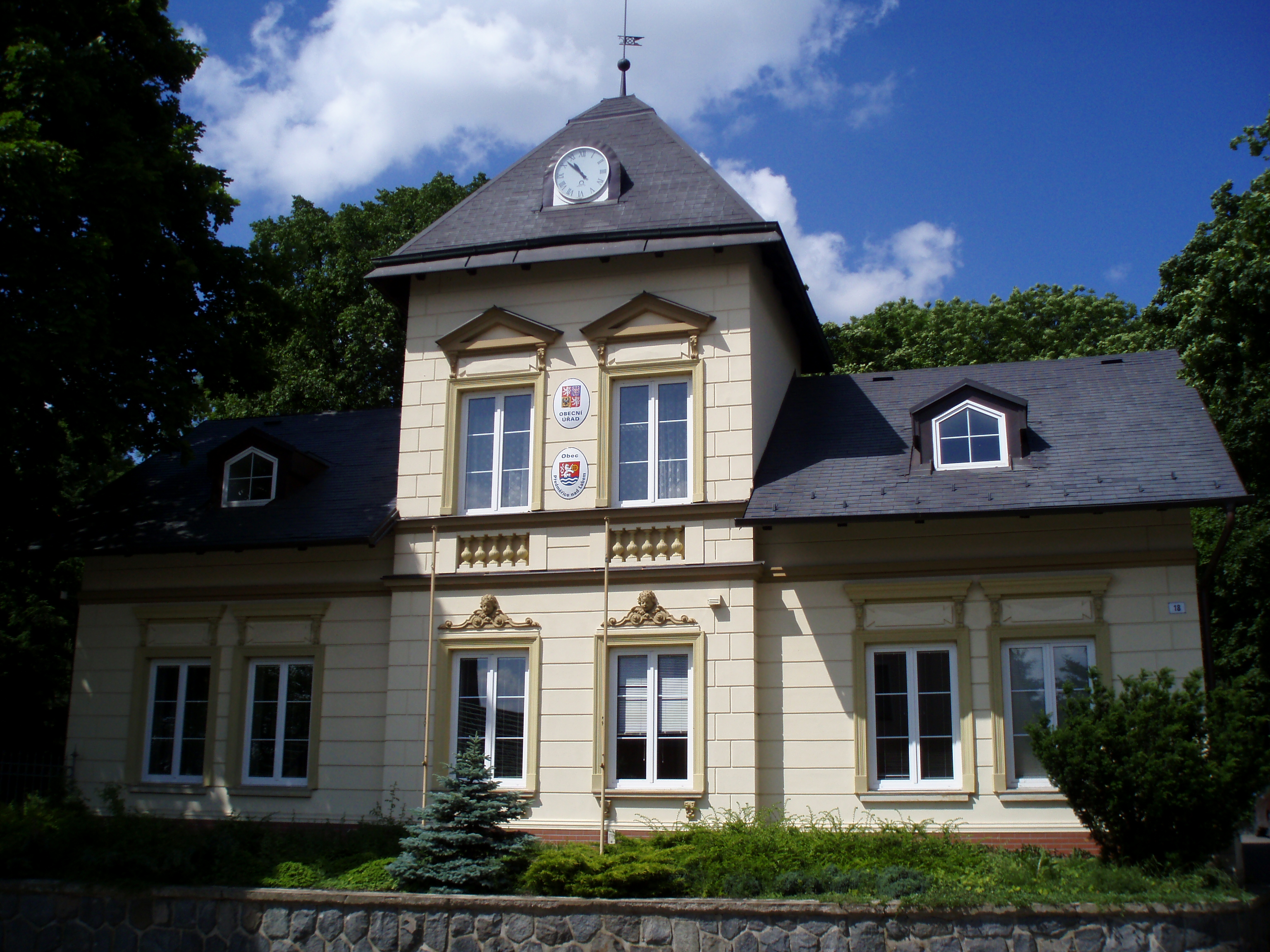
Urząd Gminny

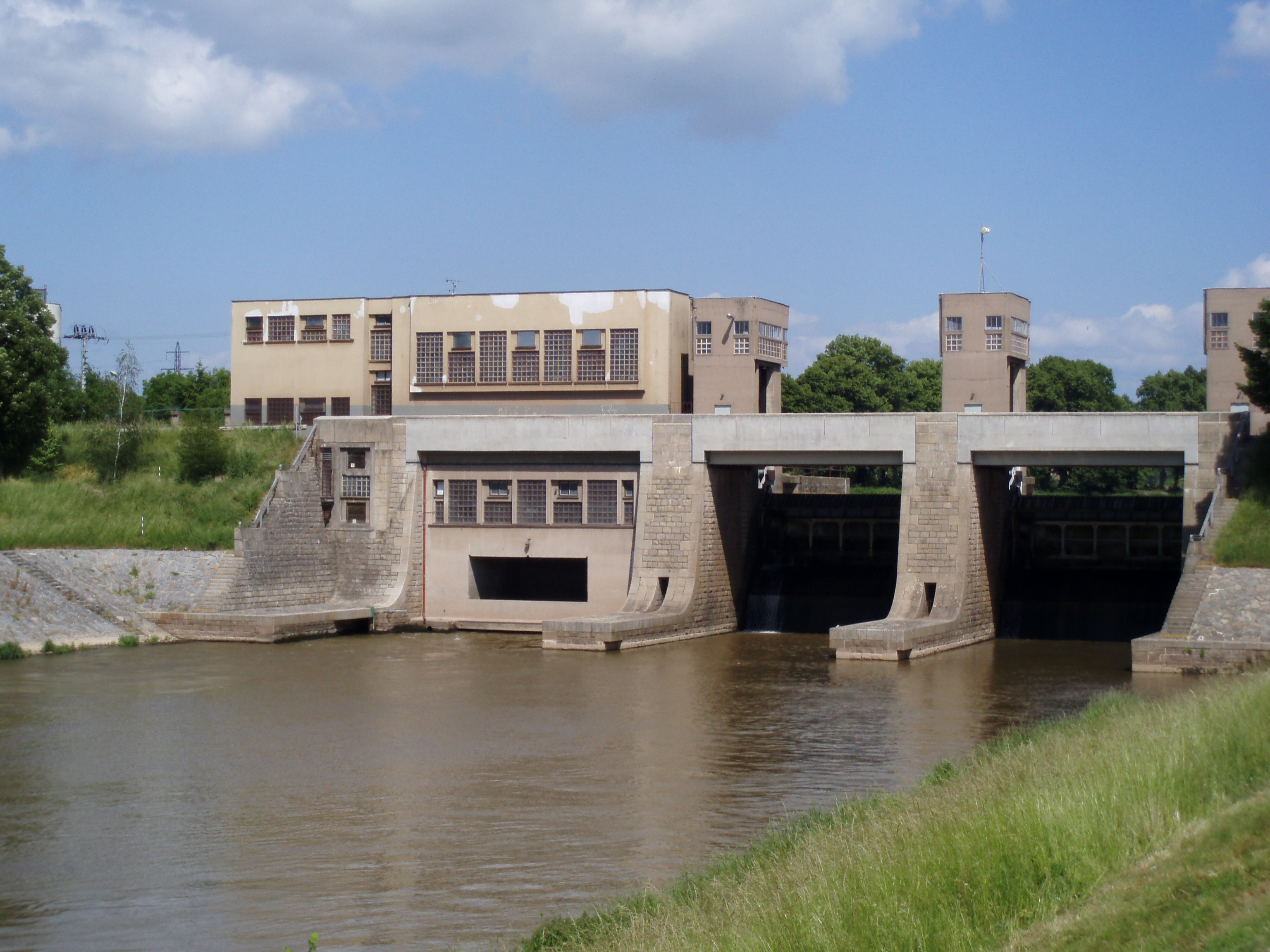
Miejscowa elektrownia wodna

Předměřice nad Labem – wieś w Czechach Wschodnich, która się znajduje na północ od miasta Hradec Králové, nad rzeką Łabą.

## Historia
Pierwsza wzmianka o wsi pochodzi z 1397 r. W 2005 r., w referendum odrzucono propozycję przyłączenia do miasta Hradec Králové.

## Zabytki
- Różne rzeźby religijne
- Tradycyjna zabytkowa architektura wiejska
- Neolityczne oraz eneolityczne odkrycia archeologiczne